# Alphasyllabaire bengali
Vous lisez un « bon article » labellisé en 2010.
Cette page contient des caractères spéciaux ou non latins. S’ils s’affichent mal (▯, ?, etc.), consultez la page d’aide Unicode.

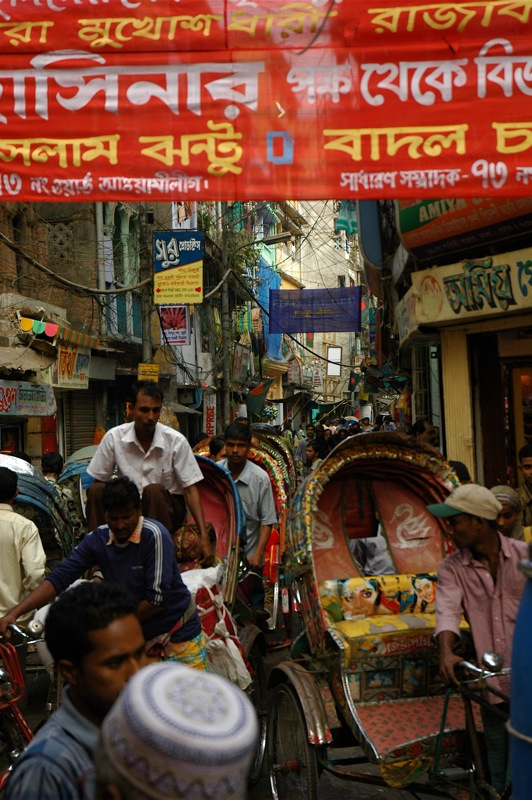
Une rue de Dhaka avec des enseignes en bengali.

L’alphasyllabaire bengali (en bengali বাংলা লিপি bangla lipi) est le système d’écriture employé pour écrire certaines langues du Bangladesh et de l’Est de l’Inde, dont le bengali, l’assamais et le meitei. Il ressemble à la devanagari et au gurmukhī (notamment à cause de la barre horizontale continue sous laquelle sont attachés les caractères), mais son tracé est plus sinueux. Comme eux, il s’écrit de gauche à droite.
Tout comme les autres écritures indiennes, c’est un alphasyllabaire (ou abugida) : les voyelles sont représentées soit par un caractère propre, soit par un diacritique qui modifie la voyelle qui suit la consonne précédente.
L’alphasyllabaire bengali n’est pas entièrement phonétique : certains sons peuvent être écrits de plusieurs façons différentes et certaines lettres peuvent avoir plusieurs prononciations.

## Histoire
Tout comme les autres écritures indiennes, l’alphasyllabaire bengali descend de la brāhmī, plus précisément des écritures gupta puis nāgarī,. À l’origine, elle n’était pas associée à une langue en particulier. Elle a également servi (et sert parfois toujours) à écrire le sanskrit.
L’alphasyllabaire bengali est apparenté à la devanagari, qui est la forme moderne de l’écriture nāgarī. L’écriture bengali commence à diverger de la nāgarī au XIe siècle. Cette forme ancienne de l’écriture bengali est appelée protobengali par J. G. Février ; elle est attestée en Inde orientale et se manifeste sous la forme de petits triangles ou crochets accolés à gauche de plusieurs lettres. L’écriture continue ensuite à évoluer mais sans beaucoup s’éloigner de la nāgarī.
La filiation serait la suivante, selon Louis-Jean Calvet :
- Brahmi
  - Gupta (IVe siècle)
    - Çarada (IXe siècle)

  - Siddhamatrka (VIe siècle)
    - Népali (XIe siècle)

  - Nāgarī (VIIIe siècle)
    - Protobengali (XIe siècle)
      - Alphasyllabaire bengali

    - Devanāgarī

La forme moderne de l’écriture bengali date de 1778, époque où Charles Wilkins met au point l’imprimerie en bengali,.
De nos jours, l’alphasyllabaire est utilisé principalement pour écrire, comme son nom l’indique, le bengali, mais également d’autres langues moins répandues : l’assamais, le meitei, le garo, le mundari, le bishnupriya manipuri et le sylheti.

## Caractéristiques générales
L’alphasyllabaire bengali s’écrit horizontalement de gauche à droite et est monocaméral (il ne fait pas de distinction entre majuscules et minuscules). Il est reconnaissable à la barre horizontale continue appelée matra (মাত্রা) sous laquelle sont attachés les caractères ; il partage ainsi cette caractéristique avec la dévanagari et le gurmukhī). Cette barre s’interrompt brièvement pour certains caractères ouverts en haut (par exemple গ gô et খ khô).
Les syllabes sont constituées : soit d’une voyelle seule, soit d’une consonne (ou une ligature de plusieurs consonnes) à laquelle est éventuellement attaché un signe diacritique pour indiquer la voyelle qui la suit.
L’orthographe du bengali n’est pas toujours très simple : l’écriture a retenu des graphèmes qui servaient à noter des sons différents en sanskrit mais qui se prononcent de la même façon en bengali, ce qui fait qu’il y a parfois plusieurs manières de représenter le même son.

## Description des graphèmes

### Voyelles

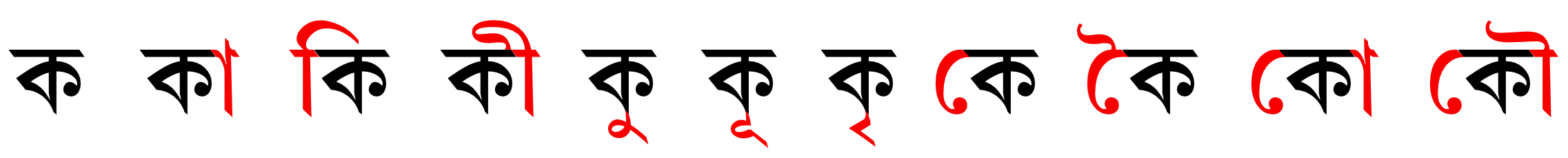
La lettre ক (k) accompagnée de la forme diacritique des voyelles অ, আ, ই, ঈ, উ, ঊ, ঋ, এ, ঐ, ও et ঔ.

Le bengali a 11 voyelles écrites appelées স্বরবর্ণ shôrobôrno. Ces voyelles représentent six des sept voyelles du bengali ainsi que deux diphtongues. Il n’y a pas de caractère standard pour représenter le son /æ/ et les différences de longueur représentées dans l’écriture (par exemple hrôshsho i et dirgho i) ne sont pas présentes dans la langue parlée. Le caractère appelé ri ne représente pas vraiment une voyelle, mais le son /ri/ ; il est cependant traité comme une voyelle à l’écrit.
Chaque voyelle (sauf une) a deux formes écrites différentes :
- quand elle est en début de mot ou suit une autre voyelle, on utilise sa forme pleine (ou indépendante) ;
- quand elle suit une consonne, la voyelle est réduite à une forme diacritique (ou dépendante) qui apparaît, en fonction de la voyelle, avant, après, au-dessus ou sous la consonne. Cette forme ne peut pas apparaître sans consonne.

Une exception à ce système est le graphème de la voyelle /ɔ/. Elle n’a pas de forme diacritique, mais est considérée comme inhérente aux consonnes. Pour noter spécifiquement l’absence de cette voyelle inhérente, on peut écrire un diacritique appelé hôshonto (্) sous la consonne.
Bien qu’il n’y ait que deux diphtongues dans l’écriture, le système phonologique bengali en a en fait plus. Elles sont pour la plupart écrites en juxtaposant les graphèmes des voyelles qui les composent, comme dans কেউ keu.
Le tableau ci-dessous montre les graphèmes vocaliques présents dans l’inventaire moderne de l’écriture bengali, qui a abandonné les graphèmes de trois voyelles historiques, rri, li et lli, traditionnellement placées entre ri et e.
| Forme indépendante | Nom de la forme indépendante | API        | Forme diacritique avec la consonne [kɔ] (ক) | Nom de la forme diacritique | Transcription | API          |
| ------------------ | ---------------------------- | ---------- | ------------------------------------------- | --------------------------- | ------------- | ------------ |
| অ                  | shôro ô (shôre ô) voyelle ô  | /ɔ/ et /o/ | ক (aucune)                                  | (aucune)                    | kô et ko      | /kɔ/ et /ko/ |
| আ                  | shôro a (shôre a) voyelle a  | /a/        | কা                                           | akar                        | ka            | /ka/         |
| ই                  | hrôshsho i i court           | /i/        | কি                                           | hrôshsho ikar (roshshikar)  | ki            | /ki/         |
| ঈ                  | dirgho i i long              | /i/        | কী                                           | dirgho ikar (dirghikar)     | ki            | /ki/         |
| উ                  | hrôshsho u u court           | /u/        | কু                                           | hrôshsho ukar (roshshukar)  | ku            | /ku/         |
| ঊ                  | dirgho u u long              | /u/        | কূ                                           | dirgho ukar (dirghukar)     | ku            | /ku/         |
| ঋ                  | ri                           | /ri/       | কৃ                                           | rikar/rifôla                | kri           | /kri/        |
| এ                  | e                            | /e/ et /æ/ | কে                                           | ekar                        | ke et kê      | /ke/ et /kæ/ |
| ঐ                  | oi                           | /oj/       | কৈ                                           | oikar                       | koi           | /koj/        |
| ও                  | o                            | /o/        | কো                                           | okar                        | ko            | /ko/         |
| ঔ                  | ou                           | /ow/       | কৌ                                           | oukar                       | kou           | /kow/        |

#### Cas particuliers
Les voyelles উ u, ঊ ū, et ঋ ṛ, sous leur forme dépendante, ont une forme différente après certaines consonnes — souvent après র rô, que ce soit sous sa forme complète ou à la fin d’une combinaison de consonnes (cf. la section à ce sujet). (ঊ est ici transcrite ū et ঋ ṛ, afin de respecter l’orthographe.)
| Consonne(s) | Voyelle | Résultat |
| ----------- | ------- | -------- |
| গ gô        | উ u     | গু gu     |
| শ shô       | উ u     | শু shu    |
| ন্ত ntô      | উ u     | ন্তু ntu   |
| র rô        | উ u     | রু ru     |
| ত্র trô      | উ u     | ত্রু tru   |
| হ hô        | উ u     | হু hu     |
| র rô        | ঊ ū     | রূ rū     |
| ভ্র bhrô     | ঊ ū     | ভ্রূ bhrū  |
| হ hô        | ঋ ṛ     | হৃ hṛ     |

### Consonnes
Les consonnes sont appelées en bengali ব্যঞ্জনবর্ণ bênjonbôrno. Le nom d’une consonne est généralement sa prononciation suivie de la voyelle inhérente ô. Comme la voyelle inhérente n’est pas écrite, le nom de la plupart des graphèmes est identique au graphème lui-même (par exemple, le nom du caractère ঘ est lui-même ঘ ghô). Certains graphèmes qui ont perdu leur prononciation distincte en bengali ont un nom plus compliqué. Par exemple, comme le son /n/ peut être écrit ন, ণ, ou ঞ (selon l’orthographe du mot), ils ne sont pas appelés simplement nô ; à la place, ils sont appelés দন্ত্য ন donto nô (« N dental »), মূর্ধন্য ণ murdhonno nô (« N cérébral ») et ঞীয়/ইঙ niô/ingô (N palatal). De même, le phonème /ʃ/ peut être écrit শ talobbo shô (« S palatal »), ষ murdhonno shô (« S cérébral ») ou স donto shô (« S dental »), selon le mot. Puisque la consonne ঙ /ŋ/ ne peut pas être en début de mot en bengali, son nom n’est pas ঙ *ngô mais উঙ ungô (prononcés par certains উম umô ou উঁঅ ũô). De même, comme les semi-voyelles ([j], [w], [e̯], [o̯]) ne peuvent pas être en début de mot en bengali, le nom pour la « semi-voyelle E » য় n’est pas অন্তঃস্থ য় *ôntostho e̯ô mais অন্তঃস্থ অ ôntostho ô.
Le tableau ci-dessous représente les consonnes du bengali dans leur ordre traditionnel.
| Consonne | Nom de la consonne                            | Transcription | API       |
| -------- | --------------------------------------------- | ------------- | --------- |
| ক        | kô                                            | k             | /k/       |
| খ        | khô                                           | kh            | /kʰ/      |
| গ        | gô                                            | g             | /ɡ/       |
| ঘ        | ghô                                           | gh            | /ɡʱ/      |
| ঙ        | ungô, umô                                     | ņ             | /ŋ/       |
| চ        | chô                                           | ch            | /tʃ/      |
| ছ        | chhô                                          | chh           | /tʃʰ/     |
| জ        | borgio jô (burgijjô)                          | j             | /dʒ/      |
| ঝ        | jhô                                           | jh            | /dʒʱ/     |
| ঞ        | ingô, niô                                     | n             | /n/       |
| ট        | ṭô                                            | ṭ             | /ʈ/       |
| ঠ        | ṭhô                                           | ṭh            | /ʈʰ/      |
| ড        | ḍô                                            | ḍ             | /ɖ/       |
| ঢ        | ḍhô                                           | ḍh            | /ɖʱ/      |
| ণ        | murdhonno nô (moddhennô)                      | n             | /n/       |
| ত        | tô                                            | t             | /t̪/       |
| থ        | thô                                           | th            | /t̪ʰ/      |
| দ        | dô                                            | d             | /d̪/       |
| ধ        | dhô                                           | dh            | /d̪ʱ/      |
| ন        | donto nô (dontennô)                           | n             | /n/       |
| প        | pô                                            | p             | /p/       |
| ফ        | phô                                           | ph            | /pʰ/      |
| ব        | bô                                            | b             | /b/       |
| ভ        | bhô                                           | bh            | /bʱ/      |
| ম        | mô                                            | m             | /m/       |
| য        | ôntostho jô (ontostejô)                       | j             | /dʒ/      |
| র        | (bôe shunno/bindu rô) rô                      | r             | /ɾ/       |
| ল        | lô                                            | l             | /l/       |
| শ        | talobbo shô (taleboshshô)                     | sh et s       | /ʃ/ / /s/ |
| ষ        | murdhonno shô (muddhennoshshô) (peṭ kaṭa shô) | sh            | /ʃ/       |
| স        | donto shô (donteshshô)                        | sh et s       | /ʃ/ / /s/ |
| হ        | hô                                            | h             | /h/       |
| য়        | ôntostho ô (ontosteô)                         | e et -        | /e̯/ /-    |
| ড়        | ḍôe shunno/bindu ŗô                           | ŗ             | /ɽ/       |
| ঢ়        | ḍhôe shunno/bindu ŗô                          | ŗh            | /ɽ/       |

#### Combinaisons de consonnes

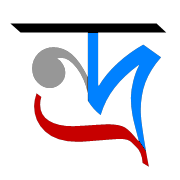
Ligature ndrô : ন en gris, দ en bleu et র en rouge.

Plusieurs consonnes consécutives (jusqu’à quatre) qui ne sont pas séparées par des voyelles sont combinées en une ligature appelée consonne conjointe (যুক্তাক্ষর juktakkhor ou যুক্তবর্ণ juktobôrno). Généralement, la première consonne est à gauche ou au-dessus des autres. Beaucoup de consonnes apparaissent dans les combinaisons sous une forme réduite ou abrégée. Certaines combinaisons ont une forme exceptionnelle qui ressemble peu aux consonnes qui les composent. Dans quelques cas, la manière dont sont liées les consonnes dépend de la police utilisée.
Il arrive souvent qu’une combinaison de consonnes ne se prononce pas comme la suite des consonnes qui la composent. Par exemple, ajouter ল lô en dessous de শ shô crée la consonne conjointe শ্ল, qui ne se prononce pas shlô mais slô. Beaucoup de combinaisons représentent des sons du sanskrit qui ont été perdus, comme dans জ্ঞ, qui est une combinaison de জ jô et ঞ niô mais se prononce ggõ, et pas jnô. Comme les combinaisons de consonnes représentent souvent des sons qui ne peuvent pas être facilement déduits de leurs composants, les descriptions suivantes concernent la construction des combinaisons, et pas la prononciation résultante. C’est pourquoi une variante de la méthode de translittération IAST est utilisée au lieu de la transcription phonémique (voir le paragraphe sur la romanisation).

##### Fusion
Certaines consonnes fusionnent, par exemple en partageant leur ligne verticale ou en étant écrites l’une près de l’autre.
| 1re consonne | 2e consonne | Ligature |
| ------------ | ----------- | -------- |
| ক kô         | ক kô        | ক্ক kkô   |
| ল lô         | ল lô        | ল্ল llô   |
| গ gô         | ৱ wô        | গ্ব gwô   |
| ব bô         | ব bô        | ব্ব bbô   |
| ন nô         | দ dô        | ন্দ ndô   |

##### Réduction
Certaines consonnes prennent une forme compressée (par exemple, réduction d’un trait) ou abrégée (elles perdent une partie de leur forme).
| 1re consonne | 2e consonne | Ligature |
| ------------ | ----------- | -------- |
| ত tô         | ম mô        | ত্ম tmô   |
| ষ ṣô         | ট ṭô        | ষ্ট ṣṭô   |
| জ jô         | ঞ ñô        | জ্ঞ jñô   |
| স sô         | থ thô       | স্থ sthô  |
| ক kô         | স sô        | ক্স ksô   |

##### Changement de forme
Certaines consonnes ont une forme différente lorsqu’elles apparaissent dans une combinaison de consonnes. C’est notamment le cas de র rô et য yô :
- en début de combinaison, র rô apparaît sous la forme d’un trait diagonal (appelé রেফ ref) au-dessus de la consonne suivante[a 7] ;
- en fin de combinaison, র rô prend la forme d’une ligne horizontale ondulée (appelée রফলা rôfôla) sous la consonne précédente[a 8] ;
- en fin de combinaison, য yô est une ligne verticale ondulée (appelée যফলা jôfôla) à droite de la consonne précédente[a 9].

| 1re consonne | 2e consonne | Ligature |
| ------------ | ----------- | -------- |
| র rô         | ক kô        | র্ক rkô   |
| প pô         | র rô        | প্র prô   |
| ঙ uŋô        | গ gô        | ঙ্গ ŋgô   |
| দ dô         | ধ dhô       | দ্ধ ddhô  |

##### Exceptions
Il existe quelques ligatures exceptionnelles qui doivent être apprises par cœur.
| 1re consonne | 2e consonne | Ligature |
| ------------ | ----------- | -------- |
| ক kô         | র rô        | ক্র krô   |
| ঞ ñô         | চ cô        | ঞ্চ ñcô   |
| ট ṭô         | ট ṭô        | ট্ট ṭṭô   |
| ষ ṣô         | ণ ṇô        | ষ্ণ ṣṇô   |
| হ hô         | ন nô        | হ্ন hnô   |
| হ hô         | ম mô        | হ্ম hmô   |
| ক kô         | ষ ṣô        | ক্ষ kṣô   |

Des combinaisons de trois consonnes existent également et s’écrivent selon les mêmes règles, par exemple : স্ত্র strô, ম্প্র mprô, ঙ্ক্ষ ŋkṣô, জ্জ্ব jjwô, ক্ষ্ম kṣmô. On peut théoriquement combiner quatre consonnes (par exemple র্স্ট্র rsṭrô), mais de telles combinaisons ne se rencontrent pas.

### Autres signes
| Symbole avec [kɔ] (ক) | Nom          | Fonction | Translittération | API                               |
| --------------------- | ------------ | --- | ---------------- | --------------------------------- |
| ক্                     | hôshonto     | Supprime la voyelle inhérente [ɔ] | k                | /k/                               |
| কৎ                    | khônḍo tô    | [t̪] final (ত) | kôt              | /kɔt̪/                             |
| কং                     | ônushshôr    | Vélaire nasale finale | kôņ              | /kɔŋ/                             |
| কঃ                     | bishôrgo     | 1. Prononcé comme une fricative glottale sourde en fin de syllabe, comme dans উঃ 2. Pas prononcé, mais gémine la consonne suivante, comme dans দুঃসময় 3. Pas prononcé du tout, comme dans দুঃস্থ | -                | 1. [uh] 2. [d̪uʃːomɔj] 3. [d̪ustʰo] |
| কঁ                     | chôndrobindu | Nasalisation d’une voyelle | kôñ              | /kɔ̃/                              |

ঃ et ং sont également utilisés comme marque d’abréviation. Par exemple, ডঃ (« Dr ») est l’abréviation de ডক্টর (« docteur »), et নং (« nº ») signifie নম্বর (« numéro »). Cependant, dans l’usage moderne, le point est de plus en plus souvent utilisé pour indiquer les abréviations.

### Chiffres
Le bengali a dix symboles pour représenter les chiffres de 0 à 9, qui sont une variante du système numérique indien. Contrairement à la plupart des autres caractères, les chiffres ne sont pas surmontés d’une ligne horizontale.
| Valeur                   | 0      | 1  | 2   | 3   | 4    | 5    | 6     | 7    | 8  | 9   |
| ------------------------ | ------ | -- | --- | --- | ---- | ---- | ----- | ---- | -- | --- |
| Chiffres bengalis        | ০      | ১  | ২   | ৩   | ৪    | ৫    | ৬     | ৭    | ৮  | ৯   |
| Nom bengali des chiffres | shunno | êk | dui | tin | char | pãch | chhôe | shat | aṭ | nôe |
| Nom bengali des chiffres | শূন্য    | এক | দুই  | তিন  | চার   | পাঁচ   | ছয়    | সাত   | আট | নয়  |

Les nombres supérieurs à 9 sont écrits en base 10, comme en français. Le point est utilisé comme séparateur décimal. Les grands nombres sont séparés en groupe par des virgules, mais, contrairement au français où ils sont séparés par milliers, les nombres en bengali sont séparés d’abord par millier, puis par cent mille (লাখ lakh ou লক্ষ lokkho), puis par dix millions (কোটি koṭi ou ক্রোড় kroṛ). En d’autres termes, en allant de droite à gauche et en partant du séparateur décimal, les chiffres sont groupés par trois, puis par deux.
Par exemple, le nombre 17 557 345 sera écrit en bengali ১, ৭৫, ৫৭, ৩৪৫ (এক কোটি, পঁচাত্তর লাখ, সাতান্ন হাজার, তিন শ পঁয়তাল্লিশ êk koṭi põchattor lakh, shatanno hajar, tin sho põetallish : une fois dix millions, soixante-quinze fois cent mille, cinquante-sept mille, trois cent quarante-cinq).

### Ponctuation
Les signes de ponctuation du bengali ont été empruntés aux langues occidentales. La virgule, le point-virgule, les deux-points et les guillemets sont les mêmes qu’en anglais. La seule différence est la barre verticale (।) qui est l’équivalent du point.

## Ambiguïtés
L’orthographe du bengali est compliquée par le fait qu’il arrive qu’un même son puisse être écrit de plusieurs manières, ou qu’un graphème puisse représenter plusieurs sons. La plupart de ces ambiguïtés s’expliquent par le fait que l’alphasyllabaire bengali servait à l’origine à écrire le sanskrit.

### La voyelle inhérente
La voyelle inhérente peut être au choix [ɔ] or [o] selon le contexte, cette information phonologique n’est pas saisie dans l’écriture. De plus la voyelle inhérente n’est souvent pas prononcée à la fin d’une syllabe, comme pour কম [kɔm] "moins", omission non représentée dans l’écriture.
Voici quelques règles qui servent à déduire si la voyelle inhérente se prononce [ɔ] ou [o] ou bien ne se prononce pas du tout:
- Par défaut, et surtout en suivant la consonne initiale, la voyelle inhérente se prononce [ɔ], par exemple বল bôl « Dis ! », নদ nôd « rivière », কর kôr « Fais ! », বন্ধ bôndho « fermé », etc.
- Si la syllabe suivante contient un ই/ঈ [i] ou un উ/ঊ [u], la voyelle inhérente de la syllabe précédente se prononce [o], par exemple বলুন bolun « Dites ! », নদী nodi « rivière », করুন korun « Faites ! », বন্ধু bondhu « ami » etc. Ici, la présence des voyelles fermées [i] et [u] cause une assimilation phonétique où la voyelle inhérente [ɔ] (une voyelle mi-ouverte) devient une voyelle mi-fermée, en l’occurrence [o].
- Dans une syllabe de type CVC, si la consonne finale est ন nô, la voyelle inhérente se prononce parfois [o], comme dans মন mon « esprit », বন bon « forêt », জন jon « personne », etc.
- Si la première syllabe d’un mot contient une combinaison de consonnes finissant par la consonne র rô, plus spécifiquement par la forme diacritique de cette consonne appelée র-ফলা rôfôla, la voyelle inhérente de cette combinaison se prononce [o], par exemple প্রথম prothom « premier », ব্রত broto « vœu », ক্রম krom « ordre », গ্রহ groho « planète », ত্রস্ত trosto « effrayé », দ্রবণ drobon « solution », etc.
  - Quelques exceptions: ক্রন্দন krôndon « larmes », ক্রয় krôy « achat », হ্রদ rôd « lac ».
- Lorsqu’elle suit une consonne (ou une combinaison de consonnes) au milieu d’un mot, la voyelle inhérente se prononce [o], par exemple কলম kôlom « stylo », সরল shôrol « naïf », অপমান ôpoman « insulte », অন্তত ôntoto « au minimum » et আনন্দ anondo « joie ».
- Lorsqu’elle suit une consonne à la fin d’un mot, la voyelle inhérente ne se prononce pas, par exemple বল bôl « Dis ! », নদ nôd « rivière », কর kôr « Fais ! », করুন korun « Faites ! », কলম kôlom « stylo » etc.
  - Exception 1 : si un mot se termine par une consonne conjointe, la voyelle inhérente qui suit se prononce [o], par exemple ত্রস্ত trosto « effrayé », শান্ত shanto « calme », গ্রন্থ grontho « livre », আনন্দ anondo « joie », etc.
  - Exception 2 : si un mot se termine par la consonne হ hô, la voyelle inhérente qui suit se prononce [o], par exemple গ্রহ groho « planète », নিরীহ niriho « innocent » etc.
  - Exception 3 : si un mot se termine par la consonne ত tô, et si autrefois elle s'écrivait avec l’orthographe তঃ (selon son orthographe en  sanskrit), la voyelle inhérente qui suit se prononce [o], par exemple অন্তত ôntoto « au minimum », সাধারণত sadharonoto « généralement », বিশেষত bisheshoto « spécifiquement », etc.

### Les sons [i] et [u]
Il y a deux caractères qui représentent le son [i] (ই et ঈ) et deux qui représentent le son [u] (উ et ঊ). Cela s’explique par le fait que le sanskrit distingue un [i] court et un [iː] long, et un [u] court et un [uː] long. Les caractères sont restés en bengali, bien que la différence de longueur ait disparu. Ces graphèmes ont cependant une fonction étymologique dans les mots d’origine sanskrite.

### Le son [æ]
Bien que la voyelle [æ] fasse partie du système phonologique bengali, il n’y a pas de caractère distinct pour le représenter, étant donné qu’il n’existait pas en sanskrit. Par conséquent, il y a plusieurs moyens de représenter ce son, généralement avec une certaine combinaison de la forme pleine de la voyelle এ, la forme pleine de la voyelle অ, la forme diacritique de la voyelle আ (া akar) et de la forme diacritique de la consonne য ôntostho jô utilisée dans les combinaisons (যফলা jôfôla), par exemple :
- en début de mot : এত [æt̪o] « tellement », এ্যাকাডেমী [ækademi] « académie », অ্যামিবা [æmiba] « amibe » ;
- après une consonne : দেখা [d̪ækha] « voir », ব্যস্ত [bæst̪o] « occupé », ব্যাকরণ [bækɔron] « grammaire ».

De plus, এ est généralement prononcé [e], et il n’est pas toujours possible de deviner quelle prononciation est la bonne.

### ত et ৎ
Dans les mots bengalis natifs (tôdbhôbo), ত tô en fin de syllabe est toujours prononcé [t̪], comme dans নাতনি /nat̪ni/ (« petite-fille »), করাত /kɔrat̪/ (« voir » au passé), etc.
ৎ (appelé খণ্ড ত khônḍo tô, « tô cassé ») est toujours utilisé en fin de syllabe et également prononcé [t̪]. On le rencontre principalement dans des mots empruntés au sanskrit, comme ভবিষ্যৎ /bʱobiʃːɔt̪/ (« avenir ») ou সত্যজিৎ /ʃot̪ːod͡ʒit̪/ (Satyajit, un nom propre). On le trouve aussi dans des onomatopées (comme থপাৎ /t̪ʰopat̪/, le son de quelque chose de lourd qui tombe, মড়াৎ /mɔɽat̪/, le son de quelque chose qui se casse), en première partie de certaines consonnes conjointes (comme ৎস tsô, ৎপ tpô, ৎক tkô, etc.) et dans certains emprunts (comme নাৎসি /nat̪si/, « nazi », জুজুৎসু /d͡ʒud͡ʒut̪su/ « ju-jitsu », etc.).
Il n’y a pas de manière simple de déterminer s’il faut utiliser ত ou ৎ. Généralement, il faut apprendre par cœur les contextes où ৎ est employé, parce qu’ils sont moins fréquents.

### শ, ষ et স
Trois graphèmes — শ talobbo shô (« S palatal »), ষ murdhonno shô (« S cérébral ») et স donto shô (« S dental ») — sont utilisés pour noter le son [ʃ], comme dans ফিসফিস /pʰiʃpʰiʃ/ (« murmure »), বিশ /biʃ/ (« vingt ») et বিষ /biʃ/ (« poison »). Cependant, স garde le son [s] quand il est le premier composant de certaines consonnes conjointes comme dans স্খলন /skʰɔlon/ (« tomber »), স্রোত /srot/ (« courant ») et স্পন্দন /spɔndon/ (« battre »). Aussi, শ correspond au son [s] quand elle est suivie d’un rôfôla, comme dans বিশ্রী /bisri/ (« laid ») et শ্রোতা /srota/ (« auditeur »).

### জ et য
Deux lettres, জ et য, sont prononcées [d͡ʒ], comme dans জাল /d͡ʒal/ (« filet ») et যাও /d͡ʒao/ (« Vas-y ! »).

### ণ
Cette lettre, qui était autrefois prononcé comme une consonne nasale rétroflexe [ɳ], est maintenant prononcé comme une consonne alvéolaire [n] (à moins qu’elle soit combinée avec d’autres consonnes rétroflexes comme ট, ঠ, ড et ঢ), et ce changement n’est pas reflété dans l’orthographe. Sa prononciation est donc identique à celle de ন.

### ঙ et ং
Le son [ŋ] peut être représenté soit par la lettre ঙ, soit par le signe ônushshôr. Certains mots peuvent être écrits avec les deux, comme rông (« couleur ») : রঙ ou রং. Dans d’autres mots, l’orthographe est fixée, comme dans le nom de la langue bengali, বাংলা bangla. Cependant, il ne peut pas y avoir de voyelle après l’ônushshôr ; c’est pourquoi bangali (« Bengali », le peuple) s’écrit বাঙালী.

## Romanisation
La romanisation du bengali est la représentation du bengali dans l’alphabet latin. Bien que plusieurs méthodes de romanisation aient été proposées, elles n’ont pas été adoptées aussi uniformément que les systèmes de transcription du japonais ou du sanskrit. La plupart des méthodes de romanisation du bengali sont adaptées de standards d’autres langues indiennes. Avec l'essor des réseaux sociaux, le phénomène de Murad Takla apparaît qui découle d'une transcription approximative provoquant des erreurs d'interprétation.

### Transcription et translittération
La romanisation d’une langue écrite dans un autre système d’écriture peut être basée sur la translittération (orthographiquement précise : l’orthographe originale peut être retrouvée) ou la transcription (phonologiquement précise : la prononciation peut être retrouvée). Cette distinction est importante en bengali, parce que son orthographe est fondée sur celle du sanskrit et ignore des siècles de changements phonétiques. Par exemple, les trois lettres শ, ষ, et স étaient prononcées différemment en sanskrit, mais en évoluant, le bengali a perdu cette distinction (les trois sont généralement prononcées [ʃ]), bien qu’elle persiste dans l’orthographe.
Certains homophones sont écrits différemment, comme শাপ shap (« sort ») et সাপ shap (« serpent »). Comme ces mots se prononcent de la même manière, ils sont transcrits de façon identique ; par conséquent, des différences de sens importantes ne peuvent pas être rendues par une transcription. Un autre problème est qu’un même mot peut être prononcé différemment selon les dialectes et les registres, et ce mot a donc plusieurs transcriptions différentes. Par exemple, মন (« esprit ») peut être prononcé mon, môn ou (en poésie) mônô (comme dans l’hymne indien Jana-Gana-Mana).
Il arrive aussi que différents phonèmes soient représentés par le même graphème. C’est le cas de এ, qui peut représenter [e] (এল elo [elo] : « venir » au passé) ou [æ] (এক êk [æk] : « un »). Parfois, des mots écrits de manière identique (homographes) peuvent être prononcés de plusieurs façons et avoir des sens différents : মত peut signifier « opinion » (prononcé môt) ou « similaire à » (môto). Pour cette raison, des distinctions phonémiques importantes ne peuvent pas être rendues par une translittération.

### Comparaison de méthodes de romanisation
Les principales méthodes de romanisation du bengali sont présentées ci-dessous. Deux standards sont souvent utilisés pour translittérer les langues indiennes, y compris le bengali. Certaines méthodes (comme NLK) emploient des diacritiques et permettent l’emploi de majuscules pour marquer les noms propres. D’autres (comme Harvard-Kyoto) sont plus appropriées pour les claviers ASCII et utilisent des majuscules et des minuscules.
- « NLK » (National Library at Kolkata) représente les méthodes de translittération employant des diacritiques, notamment le système de romanisation de la bibliothèque nationale de Calcutta, IAST et ISO 15919.
- ITRANS est une représentation ASCII du sanskrit. Il peut y avoir plusieurs manières de translittérer un caractère, ce qui peut compliquer les recherches par Internet.
- HK correspond à une méthode de translittération sensible à la casse : Harvard-Kyoto. Elle ressemble à ITRANS mais les caractères sont représentés de manière unique.
- « Wiki » est une méthode de transcription qui représente la prononciation standard des mots bengalis, mais ne permet pas de retrouver leur orthographe dans l’alphasyllabaire bengali. Elle utilise des diacritiques souvent employés par les linguistes spécialisés dans le bengali, et c’est la transcription utilisée dans cet article.

### Exemples
Le tableau ci-dessous présente des mots bengalis transcrits selon les méthodes précédemment décrites.
| Bengali  | Sens          | NLK            | ITRANS          | HK             | Wiki        | API            |
| -------- | ------------- | -------------- | --------------- | -------------- | ----------- | -------------- |
| মন       | esprit        | mana           | mana            | mana           | mon         | [mon]          |
| সাপ       | serpent       | sāpa           | saapa           | sApa           | shap        | [ʃap]          |
| শাপ       | sort          | śāpa           | shaapa          | zApa           | shap        | [ʃap]          |
| মত       | opinion       | mata           | mata            | mata           | môt         | [mɔt̪]          |
| মত       | comme         | mata           | mata            | mata           | môto        | [mɔt̪o]         |
| তেল       | huile         | tēla           | tela            | tela           | tel         | [t̪el]          |
| গেল       | aller (passé) | gēla           | gela            | gela           | gêlo        | [ɡælo]         |
| জ্বর      | fièvre        | jvara          | jvara           | jvara          | jôr         | [dʒɔr]         |
| স্বাস্থ্য    | santé         | svāsthya       | svaasthya       | svAsthya       | shastho     | [ʃast̪ʰo]       |
| বাংলাদেশ     | Bangladesh    | bāṃlādēśa      | baa.mlaadesha   | bAMlAdeza      | Bangladesh  | [baŋlad̪eʃ]     |
| ব্যঞ্জনধ্বনি | consonne      | byañjanadhvani | bya~njanadhvani | byaJjanadhvani | bênjondhoni | [bændʒond̪ʱoni] |
| আত্মহত্যা   | suicide       | ātmahatyā      | aatmahatyaa     | AtmahatyA      | attõhotta   | [at̪ːõhot̪ːa]    |

### Détail des méthodes de romanisation
| Symbole | NLK | ITRANS  | HK | Wiki | API     |
| ------- | --- | ------- | -- | ---- | ------- |
| অ       | a   | a       | a  | ô/o  | [ɔ]/[o] |
| আ       | ā   | A~aa    | A  | a    | [a]     |
| ই       | i   | i       | i  | i    | [i]     |
| ঈ       | ī   | I~ii    | I  | i    | [i]     |
| উ       | u   | u       | u  | u    | [u]     |
| ঊ       | ū   | U~uu    | U  | u    | [u]     |
| ঋ       | ṛ   | RRi~R^i | R  | ri   | [ri]    |
| এ       | ē   | e       | e  | ê/e  | [æ]/[e] |
| ঐ       | ai  | ai      | ai | oi   | [oj]    |
| ও       | ō   | o       | o  | o    | [o]     |
| ঔ       | au  | au      | au | ou   | [ow]    |

| Symbole | NLK | ITRANS | HK | Wiki | API     |
| ------- | --- | ------ | -- | ---- | ------- |
| ক       | k   | k      | k  | k    | [k]     |
| খ       | kh  | kh     | kh | kh   | [kʰ]    |
| গ       | g   | g      | g  | g    | [ɡ]     |
| ঘ       | gh  | gh     | gh | gh   | [ɡʱ]    |
| ঙ       | ṅ   | ~N     | G  | ng   | [ŋ]     |
| চ       | c   | ch     | c  | ch   | [tʃ]    |
| ছ       | ch  | Ch     | ch | chh  | [tʃʰ]   |
| জ       | j   | j      | j  | j    | [dʒ]    |
| ঝ       | jh  | jh     | jh | jh   | [dʒʱ]   |
| ঞ       | ñ   | ~n     | J  | n    | [n]     |
| ট       | ṭ   | T      | T  | ṭ    | [ʈ]     |
| ঠ       | ṭh  | Th     | Th | ṭh   | [ʈʰ]    |
| ড       | ḍ   | D      | D  | ḍ    | [ɖ]     |
| ড়       | ḍ   | .D     | P  | ŗ    | [ɽ]     |
| ঢ       | ḍh  | Dh     | Dh | ḍh   | [ɖʱ]    |
| ঢ়       | ḍh  | .Dh    | Ph | ŗ    | [ɽ]     |
| ণ       | ṇ   | N      | N  | n    | [n]     |
| ত       | t   | t      | t  | t    | [t̪]     |
| থ       | th  | th     | th | th   | [t̪ʰ]    |
| দ       | d   | d      | d  | d    | [d̪]     |
| ধ       | dh  | dh     | dh | dh   | [d̪ʱ]    |
| ন       | n   | n      | n  | n    | [n]     |
| প       | p   | p      | p  | p    | [p]     |
| ফ       | ph  | ph     | ph | ph   | [ph]    |
| ব       | b   | b      | b  | b    | [b]     |
| ভ       | bh  | bh     | bh | bh   | [bʱ]    |
| ম       | m   | m      | m  | m    | [m]     |
| য       | ẏ   | y      | y  | j    | [dʒ]    |
| য়       | y   | Y      | Y  | e/-  | [e]/-   |
| র       | r   | r      | r  | r    | [r]     |
| ল       | l   | l      | l  | l    | [l]     |
| শ       | ś   | sh     | z  | sh/s | [ʃ]/[s] |
| ষ       | ṣ   | Sh     | S  | sh   | [ʃ]     |
| স       | s   | s      | s  | sh/s | [ʃ]/[s] |
| হ       | h   | h      | h  | h    | [ɦ]     |

| Symbole | NLK | ITRANS | HK | Wiki   | API        |
| ------- | --- | ------ | -- | ------ | ---------- |
| ঃ        | ḥ   | H      | H  | dépend | dépend     |
| ং        | ṃ   | .m     | M  | ng     | [ŋ]        |
| ঁ        | ṃ   | .N     | ~  | ~      | [~]        |
| ্য       | y   | y      | y  | dépend | dépend     |
| ্ব       | v   | v      | v  | dépend | dépend     |
| ক্ষ      | kṣ  | x      | kS | kkh/kh | [kʰː]/[kʰ] |
| জ্ঞ      | jñ  | GY     | Jj | gg/g   | [ɡː]/[ɡ]   |
| শ্র      | śr  | shr    | zr | sr     | [sr]       |

## Ordre lexicographique
De même que l’alphabet latin suit l’ordre alphabétique, l’écriture bengali suit un ordre, notamment utilisé dans les dictionnaires.
On a d’abord les voyelles dans l’ordre অ, আ, ই, ঈ, উ, ঊ, ঋ, এ, ঐ, ও, ঔ, puis les signes ônushshôr (ং), bishôrgo (ঃ) et chôndrobindu (ঁ), et enfin les consonnes dans l’ordre ক, খ, গ, ঘ, ঙ, চ, ছ, জ, ঝ, ঞ, ট, ঠ, ড (ড়), ঢ (ঢ়), ণ, ত (ৎ), থ, দ, ধ, ন, প, ফ, ব, ভ, ম, য (য়), র, ল, শ, ষ, স, হ.

## Exemple
Voici l’article 1 de la Déclaration universelle des droits de l'homme en bengali, accompagné d’une translittération (qui respecte l’orthographe), d’une transcription (qui respecte la prononciation), de sa prononciation et de sa traduction.
Écriture bengali
ধারা ১: সমস্ত মানুষ স্বাধীনভাবে সমান মর্যাদা এবং অধিকার নিয়ে জন্মগ্রহণ করে। তাঁদের বিবেক এবং বুদ্ধি আছে; সুতরাং সকলেরই একে অপরের প্রতি ভ্রাতৃত্বসুলভ মনোভাব নিয়ে আচরণ করা উচিৎ।
Translittération (NLK)
Dhārā ek: Samasta mānuṣa svādhīnabhābe samāna maryādā ebaṃ adhikāra niye janmagrahaṇa kare. Tāṃdera bibeka ebaṃ buddhi āche; sutarāṃ sakalerai eke aparera prati bhrātṛtvasulabha manobhāba niye ācaraṇa karā ucit.
Transcription
Dhara êk: Shômosto manush shadhinbhabe shôman môrjada ebong odhikar nie jônmogrohon kôre. Tãder bibek ebong buddhi achhe; shutorang shôkoleri êke ôporer proti bhrattrittoshulôbh monobhab nie achoron kôra uchit.
Alphabet phonétique international
d̪ʱara æk ʃɔmost̪o manuʃ ʃad̪ʱinbʱabe ʃɔman mɔrdʒad̪a eboŋ od̪ʱikar nie dʒɔnmoɡrohon kɔre. t̪ãd̪er bibek eboŋ bud̪ʱːi atʃʰe; ʃut̪oraŋ ʃɔkoleri æke ɔporer prot̪i bʱrat̪ːrit̪ːoʃulɔbʱ monobʱab nie atʃoron kɔra utʃit̪.
Traduction
Article 1 : Tous les êtres humains naissent libres et égaux en dignité et en droits. Ils sont doués de raison et de conscience et doivent agir les uns envers les autres dans un esprit de fraternité.

## Bengali et Unicode
La plage Unicode U+0980 à U+09FF est réservée au codage des caractères du bengali.
| en fr  | 0 | 1 | 2 | 3 | 4 | 5 | 6 | 7 | 8 | 9 | A | B | C | D | E | F |
| ------ | - | - | - | - | - | - | - | - | - | - | - | - | - | - | - | - |
| U+0980 | ঀ | কঁ | কং | কঃ |   | অ | আ | ই | ঈ | উ | ঊ | ঋ | ঌ |   |   | এ |
| U+0990 | ঐ |   |   | ও | ঔ | ক | খ | গ | ঘ | ঙ | চ | ছ | জ | ঝ | ঞ | ট |
| U+09A0 | ঠ | ড | ঢ | ণ | ত | থ | দ | ধ | ন |   | প | ফ | ব | ভ | ম | য |
| U+09B0 | র |   | ল |   |   |   | শ | ষ | স | হ |   |   | ক় | ঽ | কা | কি |
| U+09C0 | কী | কু | কূ | কৃ | কৄ |   |   | কে | কৈ |   |   | কো | কৌ | ক্ | ৎ |   |
| U+09D0 |   |   |   |   |   |   |   | কৗ |   |   |   |   | ড় | ঢ় |   | য় |
| U+09E0 | ৠ | ৡ | কৢ | কৣ |   |   | ০ | ১ | ২ | ৩ | ৪ | ৫ | ৬ | ৭ | ৮ | ৯ |
| U+09F0 | ৰ | ৱ | ৲ | ৳ | ৴ | ৵ | ৶ | ৷ | ৸ | ৹ | ৺ | ৻ | ৼ | ৽ | ক৾ |   |